# قائمة شخصيات عالم غامبول المدهش

ملصق مسلسل عالم غامبول المدهش، يظهر فيه غامبول(يمين) وداروين(يسار).

تظهر شخصيات عالم غامبول المدهش في مسلسل الرسوم المتحركة البريطاني الأمريكي عالم غامبول المدهش. تدور أحداث المسلسل حول الحياة اليومية للقط الأزرق غامبول واترسون البالغ من العمر 12 عامًا وعائلته - الأخ بالتبني داروين، والأخت أناييس، والأبوين نيكول (ني سينيكورت) وريتشارد واترسون. طلاب مدرسة إلمور جونيور الثانوية الآخرين لديهم أيضًا أدوار متكررة. ابتكر بين بوكيليت عالم غامبول المدهش في عام 2007 أثناء عمله في استديوهات هانا-باربيرا أوروبا، واعتمد العديد من شخصياته على الشخصيات السابقة التي أنشأها للإعلانات التجارية.

## الشخصيات الأساسية
| صوت الممثل               | شخصية                       | عالم غامبول المدهش | عالم غامبول المدهش | عالم غامبول المدهش | عالم غامبول المدهش | عالم غامبول المدهش | عالم غامبول المدهش | عالم غامبول المدهش |
| صوت الممثل               | شخصية                       | 1                  | 2                  | 3                  | 4                  | 5                  | 6                  | العروض الخاصة      |
| ------------------------ | --------------------------- | ------------------ | ------------------ | ------------------ | ------------------ | ------------------ | ------------------ | ------------------ |
| لوجان غروف               | غامبول واترسون              | Main               | Main               | Main               | Does not appear    | Does not appear    | Does not appear    | Does not appear    |
| جاكوب هوبكنز             | غامبول واترسون              | Does not appear    | Does not appear    | Main               | Main               | Main               | Does not appear    | Does not appear    |
| نيكولاس كانتو            | غامبول واترسون              | Does not appear    | Does not appear    | Does not appear    | Does not appear    | Main               | Main               | Does not appear    |
| دوك كاتلر                | غامبول واترسون              | Does not appear    | Does not appear    | Does not appear    | Does not appear    | Does not appear    | Does not appear    | Main               |
| كويسي بواكي              | داروين واترسون              | Main               | Main               | Main               | Does not appear    | Does not appear    | Does not appear    | Does not appear    |
| تيريل رانسوم جونيور      | داروين واترسون              | Does not appear    | Does not appear    | Main               | Main               | Main               | Does not appear    | Does not appear    |
| دونييل تي هانسلي جونيور. | داروين واترسون              | Does not appear    | Does not appear    | Does not appear    | Does not appear    | Main               | Main               | Does not appear    |
| كريستيان جيه سيمون       | داروين واترسون              | Does not appear    | Does not appear    | Does not appear    | Does not appear    | Does not appear    | Main               | Main               |
| كايلا راي كوالوسكي       | أنييس واترسون               | Main               | Main               | Main               | Main               | Main               | Main               | Main               |
| تيريزا غالاغير           | نيكول واترسون (ني سينيكورت) | Main               | Main               | Main               | Main               | Main               | Main               | Main               |
| دان راسل                 | ريتشارد واترسون             | Main               | Main               | Main               | Main               | Main               | Main               | Main               |

ملاحظات
يتم ترتيب الحلقات حسب العنوان لأن ترتيب المسلسل لا يتوافق مع الإنتاج أو البث الأصلي أو طلب خدمات البث مثل إتش بي أو ماكس.

### غامبول واترسون
غامبول تريتوفر واترسون، وُلد باسم زاكاري تريتوفر واترسون، هو بطل الرواية الرئيسي والفخري في العرض. هو قط أزرق مؤذ يبلغ من العمر 12 عامًا ويعيش مع عائلته. التحق بالمدرسة المتوسطة. في "النادي"، تم الكشف عن أن اسمه الأوسط كان من المفترض أن يكون كريستوفر، ولكن في الواقع تمت كتابته بخطأ إملائي باسم تريتوفر ("تريشا" للاختصار) في شهادة ميلاده. في "الاسم"، علم أن اسمه القانوني هو زاك وبدأ في استخدامه، ولكن تم تغيير اسمه القانوني لاحقًا إلى غامبول.

تمّ تقديم غامبول في البداية على أنه حسن النية ولكنه ساذج. ظهر لاحقًا على أنه أكثر جدية، وقادراً على التفكير المنطقي، وساخرًا. على الرغم من الهفوات العرضية في حكمه، إلا أنّه مخلص وصريح ولطيف. ويحمي أحبائه ولكن لديه غرور كبير، مما يجعلهُ يبالغ في ردة فعله في كثير من الأحيان.

### داروين واترسون
داروين راغلان قزوين أهاب بوسيدون نيكوديموس واترسون الثالث، البالغ من العمر 10 سنوات، هو سمكة ذهبية برتقالية تبنتها عائلة واترسون. تم منح داروين في البداية إلى غامبول كحيوان أليف، ثم نبتت لهُ ساقين لاحقاً وأصبح فردًا كاملاً من العائلة. تبدأ قصته مع غامبول ساذجًا، ثم تظهره ناضجًا. داروين مخلص لغامبول ويساعده. يظهر أحيانًا وهو يتصرف بسلوكٍ غريب، مثل مناداة والديه بالتبني بالسيد أبي والسيدة أمي. في "الحفلة" تم الكشف عن أن هذا هو اسم داروين الكامل.

### أناييس واترسون
أنايس إيررر واترسون، أُنثى أرنب وردية، وهي أخت غامبول المبكرة البالغة من العمر 4 سنوات. تتفوق على إخوتها بدرجة واحدة وغالبًا ما تظهر وهي تخبر غامبول بما يجب عليه فعله. غالبًا ما ترافقه بفارغ الصبر كصوت العقل، لكنها ظهرت أيضًا وهي تتلاعب بعائلتها للحصول على ما تريد. تُظهر أحيانًا سلوكاً طفوليًّا وتظهر على أنها غير كفؤة اجتماعيًّا وغير قادرة على تكوين صداقات لأنها تدفع الأصدقاء المحتملين بعيدًا عن طريق التشبث المفرط.

### نيكول واترسون
الدكتورة نيكول واترسون (ني سينيكورت)(بصوت تيريزا غالاغير) البالغة من العمر 38 سنة، هي قطة وأُم غامبول وداروين وأناييس. وهي متسلطة، ومتوترة للغاية، ومدمنة عمل، سريعة الغضب، ويمكن أن تكون لطيفة. نيكول قتالية ماهرة، تعرف الكاراتيه وفازت بالعديد من البطولات عندما كانت صغيرة. تظهر المودّة لعائلتها وتحميها. أحيانًا تكون نيكول انتقامية، في حين أنها أيضًا واسعة الحيلة ومبتكرة. في حلقة "الآباء"، تم الكشف عن أن الدكتورة هو اسمها الأول ونيكول هو اسمها الأوسط. 

### ريتشارد واترسون
ريتشارد باكلي واترسون، هو أرنب وردي بدين يبلغ من العمر 38 سنة. وهو والد غامبول وداروين وأناييس. يعمل كأب مقيم في المنزل، يقضي معظم وقتهُ في النوم ومشاهدة التلفزيون ولعب ألعاب الفيديو. يرتدي ريتشارد أحياناً زي امرأة ويطلق على نفسه اسم "سامانثا". إنه "الشخص الأكثر كسلاً في إلمور". لديه شهية كبيرة وهو آكل شره. غالباً ما يعمل ريتشارد كعجلة ثالثة لمغامرات أبنائه ويهتم بشدة بأسرته على الرغم من سباته. إنه ساذج وكثيراً ما يطلق عليه "البكم".

يظهر ريتشارد وهو يتصرف بسلوكٍ طفوليٍّ. يؤمن بالأشباح وسانتا كلوز. يستمتع بالمقالب والضحك على الناس، لكنه يكره قيام الآخرين بمزاحه أو الضحك عليه.

## الشخصيات المتكررة

### طلاب مدرسة إلمور جونيور الثانوية

تجمع العديد من طلاب مدرسة إلمور جونيور الثانوية في كافتيريا المدرسة. تتميز السلسلة بمجموعة متنوعة من الحيوانات والمخلوقات والأشياء المختلفة لشخصيات مثل غامبول وزملائه في الفصل.

#### بيني فيتزجيرالد
بيني فيتزجيرالد (التي عبرت عنها تيريزا غالاغر) هي جنية متغيرة الشكل (كانت في السابق حبة فول سوداني لها قرون) وزميلة غامبول التي أصبحت صديقته في وقت متأخر. تُحب غامبول، ولديها صعوبة في التعبير عن مشاعرها. تحت قوقعة بيني تكمن شخصية صفراء تشبه الجنية ويتغير شكلها بناءً على حالتها العاطفية. وهي عضو في فرق التشجيع والسباحة المتزامنة في مدرسة إلمور جونيور الثانوية.

#### هيكتور
هيكتور (الذي عبر عنه تشارلز فيليب، الموسم الثاني - "العدو" و"الكارثة" فصاعدًا؛ ديفيد وارنر) هو عملاقٌ طويل القامة وطالبٌ في مدرسة إلمور جونيور الثانوية الذي أصبح العدو اللدود لغامبول فيما بعد.

#### كاري كروجر
كاري كروجر (التي عبرت عنها جيسيكا ماكدونالد) هي شبح يعيش في قصر خبيث و"يستمتع بالاكتئاب". يمكنها الانتقال الآني وامتلاك أجساد حية. هي ابنة رجل أقام علاقة رومانسية مع شبح أنثى. أصبحت هي وداروين زوجين فيما بعد. الاسم الأخير لكاري هو إشارة إلى فريدي كروجر من امتياز كابوس شارع إيلم.

#### توبياس ويلسون
توبايس ويلسون (بصوت روبرت ديغا، الموسم الأول؛ هوغو هاريسون، الموسم الثاني فصاعدًا) هو إنسان متعدد الألوان على شكل سحابة ومهتم بالرياضة ويمتلك ثقة متعجرفة بالنفس. إنه يعتبر نفسه لاعبًا قوي البنية، على الرغم من كونه ضعيفًا إلى حد ما، ويبدو أنه ثري. ظهر لأول مرة في حلقة "الثالث" من الموسم الاول، حيث يطلب هو وستونز عشرين دولارًا ليكونان صديقان غامبول ودانيال وداروين.

#### بنانا جو
جوزيف "بنانا جو" الموزة (بصوت ميك جريفز ) هو موزة مفرطة النشاط ومهرج الفصل الذي يلقي نكتة كلما أمكن ذلك. يمكن أن يكون متنمرًا، عادةً بالنسبة إلى غامبول ودانيال وداروين.

#### ماسامي يوشيدا
ماسامي يوشيدا (بصوت جيسيكا ماكدونالد) هي سحابة وهي الابنة الثرية لمالك مصنع قوس قزح. إنها مدللة وعرضة لنوبات الغضب والانتقام. عندما تغضب، يمكن أن تتطور إلى سحابة عاصفة قادرة على التسبب في أضرار جسيمة.

#### بوبرت
بوبرت (بصوت كيري شيل) هو إنسان آلي من أذكى الطلاب، لكنه يكافح باستمرار لفهم المشاعر وتطوير الحياة الاجتماعية. يمكنه التحول إلى شكل أكبر عن طريق تفعيل "وضع الدفاع" الخاص به.

#### سارة جي لاتو
سارة جي لاتو (بصوت جيسيكا ماكدونالد) هي مخروط آيس كريم أصفر وطالبة في مدرسة إلمور الثانوية. تم تصويرها على أنها معجبة مهووسة بغامبول ودانيال وداروين.

#### ليزلي
ليزلي (التي عبر عنها كيري شيل) هي ديزي مخنثة وودودة تعزف على الفلوت في فرقة المدرسة وغالبًا ما يمكن العثور عليها تتسكع حول الفتيات. هو ابن عم بيني.

#### آلان كين
آلان كين (بصوت كيري شيل، الموسم الأول؛ هوغو هاريسون، الموسم الثاني فصاعداً) هو بالون أزرق مخضر وهو صديق كارمن. وهو لطيف للغاية ومتوازن. لأنّه مملوء بالهيليوم، يتحدث آلان بانتظام بصوت عالٍ. يحسده غامبول على وجهه الجميل. فيرفض آلان ذلك، لكن غامبول يرد ويقول له: "يا صاح، حتى شامتك تبدو أفضل مني". في حلقة "الرؤية" تم الكشف عن أن آلان يخطط سرًا للسيطرة على العالم وحكمه كديكتاتور، وغسل أدمغة الناس للقضاء على الحزن. بعد اكتشاف ذلك، حاول غامبول ودانيال وداروين اغتيال آلان، وقد نجحا في ذلك بعد عدة محاولات فاشلة، على الرغم من ظهوره مرة أخرى في حلقات لاحقة دون أي تفسير. ظهر في حلقة "الإيمان" أن العالم يمر بالفوضى إذا توقف آلان عن لطفه.

#### كارمن
كارمن (بصوت تيريزا غالاغر، الموسم الأول؛ أليكس ويلتون ريغان، الموسم الثاني فصاعدًا) هي صبار تعتبر قائدة. هي صديقة آلان. كارمن مشجعة. إنها أفضل أصدقاء بيني وسارة ومولي.

#### تيري
تيري (التي عبرت عنها تيريزا غالاغر) هي دب ورقي يعاني من هجاس المرض وعادة ما يوجد في مكتب الممرضة. على الرغم من أنها منغمسة في نفسها ومصابة بجنون العظمة إلى حد ما، إلا أنها لطيفة جدًا وهي مشجعة.

#### هيكتور جوتنهايم
هيكتور جوتنهايم (بصوت كيري شيل) هو عملاق لطيف يشبه ذو القدم الكبيرة. إنه أكبر طالب في مدرسة إلمور جونيور الثانوية، بحيث لا يظهر على الشاشة سوى ساقيه وقدميه. يمكن أن يكون خطيرًا إذا عبر عن الكثير من المشاعر، مثل الغضب أو الحزن أو الإثارة. لقبه هو إشارة إلى جوتنهايمر، موطن العمالقة في الأساطير الإسكندنافية.

#### تينا ريكس
تينا ريكس (التي عبر عنها دان راسل، الموسم الأول؛ ستيفان أشتون فرانك، الموسم الثاني فصاعدًا) هي تيرانوصور يعيش في ساحة خردة المدينة، ومتنمر سيئ السمعة. غالبًا ما تضايق زملائها في المدرسة، وخاصة غامبول، ولديها عصابتها الخاصة من المتنمرين والتي تضم جيمي وأنطون. إنها واحدة من أقوى الطلاب وأكثرهم عدوانية. تشير سيرتها الذاتية على شبكة كرتون نتورك إلى أنها قد تكون لديها عداوة تجاه الآخرين لأنها "غاضبة من العالم لأنه لم يلاحظ أنوثتها".

#### ايداهو
أيداهو (التي عبر عنها كيري شيل، الموسم الأول؛ هوغو هاريسون، الموسم الثاني فصاعدًا) هي بطاطس متحررة من الريف ذات معتقدات محافظة. وهو أحد الطلاب الأقل شعبية.

#### أنطون
أنطون (الذي عبر عنه توني هال) هو قطعة من الخبز المحمص قام غامبول بتجنيدها قسراً في عصابة تينا، على أمل أن يتجنب غضبها من خلال استرضائها. إنه عرضة للقتل في حوادث غريبة مختلفة، فقط ليتم إحيائه من قبل والديه بمحمصة خبز تخلق شريحة جديدة منه.

#### جوك
جوك (بصوت هوغو هاريسون، موسيقى بيتبوكس الهوبيت)  هو مواطن من بومبوكسمبورج مع صندوق ذراع للرأس وينتقل إلى إلمور. يتحدث بالكامل في البيتبوكس. ونتيجة لذلك، لا أحد يستطيع أن يفهمه. إنه قادر على التحدث باللغة الإنجليزية إذا تم تحويله من "وضع الموسيقى" إلى "وضع الصوت" من خلال مفتاح موجود في الجزء الخلفي من رأسه، كما يظهر في "بوم بوكس"، لكن ذراعيه قصيرتان جدًا بحيث لا يتمكنان من الوصول إليه ومحاولاته لإيصال هذه الحقيقة إلى الآخرين تفشل.

#### سوسي
سوسي (وجه أوريلي شاربونييه، عبر عنها فيرغوس كريج الموسم الأول إلى الموسم الرابع، عبر عنها أوريلي شاربونييه الموسم الخامس، عبر بن بوكيليه عن صراخها وصراخها وضحكها في الموسم الثاني فصاعدًا) هي ذقن مقلوبة بعيون دمية بخصائص تشبه الدمية. هي ثرثارة وغريبة وبغيضة، ونتيجة لذلك، يتم تجنّبها بشكل عام من قبل زملائها في المدرسة.

#### كلايتون
كلايتون (بصوت روبرت ديغا، الموسم الأول؛ ماكس كازيير، الموسم الثاني فصاعداً) هي كرة حمراء من الطين يمكنها التحول إلى أي شيء وهي كاذبة قهرية ويميل إلى اختلاق قصص سخيفة.

#### ريتشل ويلسون
ريتشل ويلسون (بصوت جيسيكا ماكدونالد) هي أخت توبايس الكبرى، التي تشعر بانه افضل من توبايس واصدقائه الصغار الخاسرين. .[بحاجة لمصدر]

#### أوتشو
هاري "أوتشو" توتمورسل (بصوت ماكس كازيير) هو عنكبوت وشخص ودود بشكل عام، لكنه غالبًا ما يبالغ في رد فعله تجاه ما يقوله الناس عنه. كان يتحدث في الأصل فقط في لقطات من ألعاب الفيديو؛ بدأ لاحقًا التحدث بجمل مفهومة، وإن كانت مشوهة.

#### المثقفون
كولين وفيليكس (الذي عبر عنه روبرت ديغا في الموسم الأول وكيري شيل في الموسم الثاني فصاعدًا، لكولين وروبرت ديغا في الموسم الأول، وهوغو هاريسون في الموسم الثاني فصاعدًا لفيليكس) هما شقيقين من البيض وهما من أكثر الطلاب ذكاءً. يتحدثون بلهجات إنجليزية ويعتبرون أنفسهم أكثر ذكاءً من زملائهم في المدرسة.

#### جيمي روسو
جيمي روسو (بصوت جيسيكا ماكدونالد، الموسم الأول والثاني؛ ماريا تيريزا كريسي، الموسم الثالث فصاعدًا) هو مخلوق "نصف بقرة ونصف كهف" وهو أحد متنمري تينا. نتيجة لإعاقة السيدة سيميان لها لمدة عام، فإنها تشعر بالاستياء من زملائها في الفصل ومن السلطة بشكل عام. والدتها هي مدربة الصالة الرياضية، والتي تستمع إليها رغم استنكار والدتها للتنمر.

#### وليام
ويليام ( مونولوج داخلي رواه ميك جريفز) هو مُقلة عين طائرة وهي الجاسوس الشخصي للسيدة سيميان ولا تتحدث إلا عند إبلاغها بالمعلومات. لديه قدرات نفسية.

#### مولي كولينز
مولي كولينز (بصوت جيسيكا ماكدونالد) هو سحلية خجول. إنها مشجعة، وكما هو موضح في فيلم "الضغط"، فهي مالكة منزل الشجرة حيث تتسكع هي والفتيات الأخريات. لقد ظهرت عدة مرات في الموسم الأول من العرض، لكنها غابت عن الموسم الثاني حتى يتم إنقاذها من الفراغ.

#### النقانق جي
النقانق جي (بصوت أليكس جوردان) هو نقانق محرج مع غامبول.

#### كلير كوبر
كلير كوبر (بصوت نعومي ماكدونالد) هي فتاة إيمو ذات بشرة وردية رمادية اللون. وهي تكره غامبول ودانيال وداروين لكنها صديقة لبيني وجيسيكا وريتشل وأناييس.

#### جوليوس أوبنهايمر جونيور
جوليوس أوبنهايمر جونيور (بصوت هوغو هاريسون) هو مخلوق ذو رأس قنبلة على غرار شخصية كرتونية من عشرينيات القرن الماضي. يعاني من مشاكل الغضب وينفجر رأسه عندما يشعر بالاشمئزاز أو الغضب. جوليوس متنمر. وكثيراً ما يظهر في الحجز أو مع عصابته. والديه عبارة عن عصا ديناميت تُدعى جوليوس أوبنهايمر الأب وصاروخ ألعاب نارية، ولديهما أيضًا خرطوم مطاطي من عشرينيات القرن الماضي. واسم جوليوس هو إشارة إلى روبرت أوبنهايمر، "أبو القنبلة الذرية".

### موظفو مدرسة إلمور جونيور الثانوية

#### براون المدير
المدير نايجل براون (الذي عبر عنه لويس ماكلويد، الموسم الأول؛ ستيف فورست، الموسم الثاني فصاعدًا) هو سبيكة فروية[بحاجة لمصدر] من هو مدير مدرسة إلمور جونيور الثانوية، ويحب السيدة سيميان. لقد قام بتزوير شهادته وليس لديه المؤهلات التعليمية ليكون مديرًا. يقوم بتدريس الموسيقى، ويحكم في اختبارات المشجع، ويقود فرقة المدرسة، وهو مدرس رياضي بديل. جنبا إلى جنب مع السيد سمول والسيدة سيميان، كان يقوم بالتدريس في صالة الألعاب الرياضية حتى تم استبداله بالمدرب روسو. تشير سيرته الذاتية في كرتون نتورك إلى أن علاقته الرومانسية مع السيدة سيميان كانت ضارة بمهنته، مما جعله غير قادر على إدارة مدرسة إلمور جونيور الثانوية بشكل صحيح. لديه وجه في مؤخرة رأسه مشابه لوجه كيرينوس كيريل ولورد فولدمورت من هاري بوتر.

#### السيدة سيميان
لوسي سيميان (التي عبر عنها لويس ماكلويد، الموسم الأول؛ هوغو هاريسون، الموسم الثاني فصاعدًا) هي قرد يبلغ من العمر مليوني عام، وهي المعلمة السادية لفصل غامبول ودانيال وداروين بالإضافة إلى كونها خصمًا رئيسيًا لهما. إنها تستمتع بإعطاء طلابها اختبارات سريعة. إنها بشكل عام غير سارة، وتكره الأطفال (وخاصة غامبول)، وتكرهها الهيئة الطلابية. المدير براون يحبها. لديها علاقة عدائية بشكل عام مع غامبول. وجهها يشبه عمدا وجه حاصد الأرواح.[بحاجة لمصدر]

#### السيد سمول
ستيف سمول (بصوت لويس ماكلويد ، الموسم الأول؛ آدم لونج ، الموسم الثاني فصاعدًا) هو مستشار التوجيه في مدرسة إلمور جونيور الثانوية، وهو رجل سحابي مهتم بثقافة العصر الجديد ويمتلك مظهر وسلوك يشبه الهيبيز . عادةً ما تكون أساليب التدريس غير التقليدية التي يتبعها السيد سمول مربكة أكثر من كونها مفيدة، وغالبًا ما تترك مكتبه في حيرة من أمره.  وكشف في حلقة "الاحتيال" أنه ليس مواطنًا أمريكيًا، رغم أنه من غير الواضح ما إذا كان مجرد ولد في مكان آخر أو تخلى عن جنسيته. لقد فقد حبه جانيس، والتي تم الكشف عنها في حلقة "The Void" على أنها شاحنة أرجوانية تعمل "بأجواء طيبة". سلوكياته مشابهة لسلوكيات السيد فان دريسن من بيفيز وبوت هيد .

#### روكي
روكويل "روكي" روبنسون (الذي عبر عنه لويس ماكلويد في الموسم الأول، وهوغو هارولد هاريسون في الموسم الثاني، وسيمون ليبكين في المواسم الثالثة فصاعدًا) هو شخصية برتقالية غامضة تشبه الدمى المتحركة تؤدي وظائف غريبة، في الغالب كبواب وعامل كافتيريا. ، سائق حافلة المدرسة، وفي "اللعنة"، الكاتب في مكتب المفقودات والموجودات. وهو ابن السيد والسيدة. روبنسون، جيران واترسون المجاورون، وهو بشكل عام طيب الطباع وينسجم مع الأطفال جيدًا.

#### المدرب روسو
المدرب روسو (بصوت دان راسل) هو مكعب وردي كبير ثلاثي الأبعاد وهي والدة جيمي. أحدث عضو في هيئة التدريس، تعمل على التأكد من أن جميع الطلاب لائقون مثل ابنتها. لقد ظهرت لأول مرة في فيلم "The Coach" وتتحدث بأسلوب جامد متسق.
Moonchild Corneille (بصوت Simon Lipkin ) هو ضفدع ومعلم الجغرافيا للصف الثامن. يتظاهر بأنه متطور ولكن لديه شخصية مزيفة. اعتبارًا من "The Cage"، فهو على علاقة مع ممرضة المدرسة جوان ماركهام. وصورته موجودة في جميع كتب التاريخ.

#### جوان ماركهام
جوان ماركهام (بصوت تيريزا غالاغر ) هي ممرضة المدرسة. إنها على علاقة مع السيد كورنيل، بدءًا من فيلم "The Cage". إنها تكره وظيفتها. إنها لا تعرف كيفية مساعدة الطلاب لأن معظمهم لديهم مواد بيولوجية ليس لديها أدنى فكرة عن كيفية التعامل معها. إنها دائمًا ساخرة بسبب هذا وتحاول القيام بأقل عمل ممكن لمساعدة طلابها. وهي أيضًا مسعفة وطبيبة وممرضة في المستشفى رغم أنها تكره وظيفتها. لديها شعر أشقر طويل تحت قبعتها.

### أفراد عائلة واترسون الآخرين

#### فرانكي واترسون
فرانكي واترسون (بصوت ريتشارد "ريتش" فولشر ) هو فأر محتال. وهو الزوج السابق للجدة جوجو ووالد ريتشارد الذي تخلى عنهما.

#### جوانا واترسون
الجدة جوجو (بصوت ساندرا ديكنسون ) هي جدة أطفال واترسون وأيضًا والدة ريتشارد. إنها أرنب وردي يتحدث بلهجة نيويورك . كانت متزوجة سابقًا من فرانكي الذي تخلى عنها وعن ريتشارد الشاب بحجة الخروج لشراء الحليب. تزوجت فيما بعد من لوي. 

#### لوي واترسون
لوي واترسون (الذي عبر عنه دان راسل في الموسم الثاني و"الأطفال"، شين ريمر ) هو فأر أسود وعضو سابق في طاقم من كبار السن من إلمور الذي يضم بيتي ودونالد ومارفن فينكلهايمر.  وهو الآن زوج زوجة الجدة جوجو.

### شخصيات أخرى
جايلورد ومارجريت روبنسون (تم التعبير عن جايلورد بواسطة روبرت ديغا في الموسم الأول، وستيفان أشتون فرانك في الموسم الثاني فصاعدًا، ومارغريت التي عبرت عنها تيريزا غالاغر ) هم جيران واترسون العالقون والعابسون والجارون ووالدا روكي. إنهم شخصيات تشبه الدمى الرمادية ويكرهون جيرانهم بشغف. السّيدة. روبنسون شر خالص ويستمتع بالتسبب في المعاناة. تعتبر مشاحناتهم المستمرة نقطة محورية في علاقتهم، وهم يستمتعون بالفعل بذلك. يمتلك السيد روبنسون سيارة كاديلاك كوبيه دي فيل المكشوفة موديل 1970.

#### بنانا باربرا
بانانا باربرا (بصوت ساندرا سيرلز ديكنسون ، نعومي ماكدونالد) هي شخصية متكررة وأم الموز جو. اشتهرت بقدرتها على التنبؤ بالمستقبل في فنها.

#### هارولد ويلسون
هارولد ويلسون (بصوت كيري شيل ) هو والد توبياس وريتشل ويعمل معالجًا نفسيًا. لقد كان يسخر من ريتشارد واترسون منذ أن قام بمقلب عليه في المدرسة الثانوية، كما رأينا في "الدورة".

#### غاري هيدجز
غاري هيدجز أو هاري جيدجز (الذي عبر عنه دان راسل في "الثلاجة" فصاعدًا) هو جار لعائلة واترسون الذي يعيش على الجانب الأيسر. إنه غزال أرجواني له قرون كبيرة ويعمل ساعي بريد. يُرى عادةً وهو يرتدي قبعة بنية شاحبة وسترة خضراء وبنطلون أزرق. في "الجار" تم الكشف عن أن اسمه الحقيقي من المفترض أن يكون سريًا وأن اسمه المستعار هو هاري جيدجز والذي لم يعرفه غامبول وداروين به.

#### لاري نيدليماير
لاري نيدليماير (بصوت كيري شيل ) هو صخرة اوريغامي، يعمل في كل مؤسسة تقريبًا في إلمور، بما في ذلك متجر البقالة ومحطة الوقود والمتجر الصغير والعديد من مطاعم الوجبات السريعة ومتجر تأجير أقراص DVD. كان يُعرف سابقًا باسم "Lazy Larry"، وهو الشخص الأكثر كسلاً في إلمور حتى فقد لقبه لصالح ريتشارد وتحول إلى عامل مجتهد.  لا يثق لاري بشكل عام في عائلة واترسون، لأنهم غالبًا ما يوقعونه في المشاكل. لديه صديقة اسمها كارين.

#### باتريك فيتزجيرالد
باتريك فيتزجيرالد (بصوت دان راسل) هو والد بيني.

#### جوديث فيتزجيرالد
جوديث فيتزجيرالد (بصوت ماريا تيريزا كريسي) هي والدة بيني وبولي وهي متزوجة من باتريك فيتزجيرالد.

#### مارفن فينكلهايمر
مارفن فينكلهايمر (الذي عبر عنه دان راسل في الموسم الثاني فصاعدًا) هو فاصوليا حمراء تعيش في منزل ويحب ضرب الأطفال بعصاه إذا ساعدوه في عبور الشارع. كان من المقرر في الأصل أن يُطلق عليه اسم بيرت، وقد أطلق عليه ذلك الرجل العجوز الأصفر، دونالد ولوي، ولكن تم تغيير ذلك/إعادة تكوينه من قبل الكتاب.

#### دونات شريف
دونات شريف (الذي عبر عنه لويس ماكلويد في الموسم الأول، ودان راسل في الموسم الثاني فصاعدًا) هو دونات وردي اللون، كما يوحي اسمه، هو ضابط في قوة شرطة إلمور. يعتمد صوته وشخصيته على صوت Chief Wiggum من The Simpsons

#### سال الإبهام الأيسر
Sal Left Thumb (بصوت Kerry Shale ) هو أحد أكثر المجرمين المطلوبين في إلمور، وهو بصمة وسلاحه المفضل هو ملعقة صدئة، كما رأينا في "الملعقة".

#### فيليسيتي وبيلي بارهام
فيليسيتي وويليام جيفري "بيلي" فيتزجيرالد كيتشنر بارهام الثالث (بصوت ساندرا سيرلز ديكنسون الموسم الثاني فصاعدًا وتيريزا غالاغر في "الأطفال" لـ فيليسيتي وريتشارد أوفرول لبيلي) هما بوب برتقالي ونقطة زرقاء على التوالي. يبدو أن بيلي فتى ذكي يسأل والدته أسئلة عشوائية عن الحياة. يتحدث بصوت بريطاني عميق ساخر.

#### السيد ريكس
السيد ريكس هو والد تينا ريكس. يحب أكل الغزاة في المنزل.

#### موتاون
فيليب "Mowdown" (بصوت سيمون ليبكين ) هو دمية دب وردية عملاقة عنيفة ترتدي قميصًا عليه قلب. يعد Mowdown أحد أكثر أعضاء طاقم يوليوس عنفًا.

#### كينيث
كينيث هو مخلوق فقاعة وحشي ذو لون بني رمادي تم إنشاؤه بواسطة غامبول وهو يخلط أشياء مثيرة للاشمئزاز في وعاء في "الميكروويف" وقام ريتشارد بتعريضه للميكروويف عن طريق الخطأ.

#### كارلتون وتروي
كارلتون وتروي (تم التعبير عن كارتون بواسطة هوغو هاريسون وتم التعبير عن تروي بواسطة فيرغوس كريج ) هما صبيان بشريان مراهقان من مدرسة ريتشوود الثانوية.

#### السيد كريس
السيد كريس (بصوت ستيف فورست ) هو مدرب كارلتون وتروي. يتصرف السيد كريس كمتنمر في الملعب.